# Tuiles de Sanshū

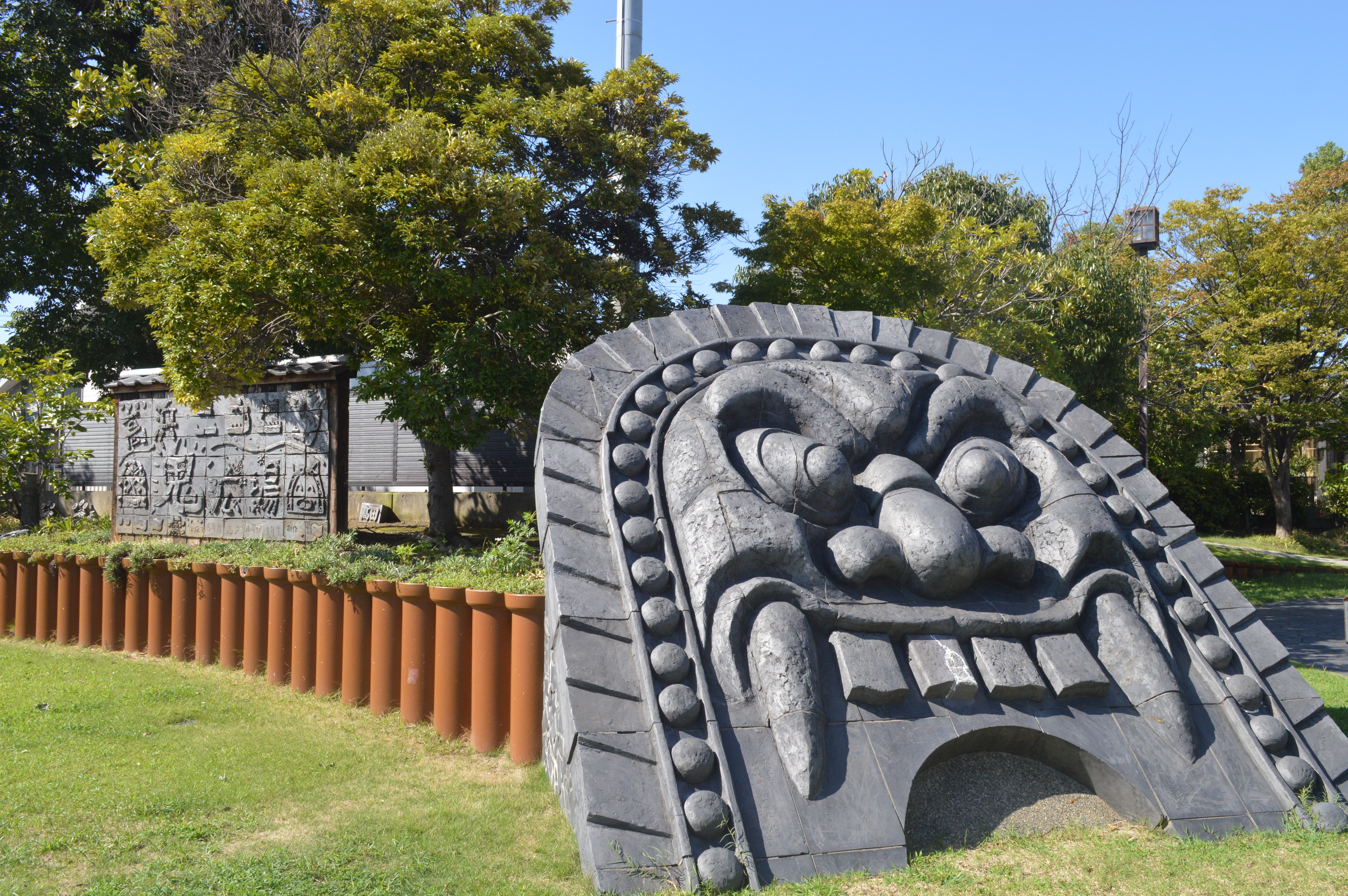
Onigawara (tuile-ogre) géante sur la Place Oni à Takahama

Les tuiles de Sanshū (三州瓦, sanshū-gawara) sont des tuiles de terre cuite produites dans la préfecture d'Aichi, au Japon. Elles comptent parmi les trois types de tuiles les plus réputés du Japon, avec les tuiles d'Awaji et les tuiles de Sekishū.

## Production
La production se fait essentiellement dans le centre de la préfecture d'Aichi, dans une zone nommée Nishi-mikawa, mais l'Est de la préfecture, Higashi-mikawa, en produisait également jusqu'au milieu du XXe siècle. Elles représentent 60 % des tuiles produites au Japon chaque année, et sont fabriquées par environ 100 entreprises. Le nombre d'artisans de tuiles qui fabriquent les onigawara (鬼瓦 (onigawara, « tuile-ogre »)), appelés onishi (鬼師 (onishi)), s'élevait à 70 ou 80 au Japon en 2021. Cinquante d'entre eux sont basés à Aichi, dans la zone de fabrication des tuiles de Sanshū.

## Argile

Façonnage d'une onigawara avant cuisson.

Comparée à l'argile des autres zones productrices de tuiles au Japon, l'argile de Nishi-mikawa a un grain fin et se caractérise par une teneur élevée en kaolinite, allant jusqu'à 31 % pour les argiles de haute qualité. Dans les années 1990, la production de tuiles de Sanshū était estimée à plus de 700 millions de pièces par an, ce qui nécessitait de 2,3 a 2,5 millions de tonnes d'argile. Avec l'urbanisation de la plaine d'Okazaki, la quantité d'argile extraite sur une année est passée de 900 000 tonnes en 1975 à entre 500 000 et 600 000 tonnes en 1999, satisfaisant ainsi seulement 25 % de la demande en tuiles de Sanshū.
Cette diminution de la surface exploitable motiva la recherche de nouvelles zones. 1,2 million de tonnes d'argile contenant des sulfures sont extraites chaque année des collines aux alentours de la ville de Miyoshi et exploitées après un processus d'oxydation. 600 000 tonnes sont également récupérées dans la zone s'étendant de Seto à Toyota après divers traitements du sable. Les tuiles défectueuses sont également broyées et recyclées afin de pallier la pénurie d'argile.

## Différents types de tuiles
Parmi les différentes tuiles, on retrouve les tuiles « fumées » (Ibushi-gawara). Ces tuiles ont essentiellement été fabriquées au cours de l'ère Meiji, et connurent un pic de production jusqu'en 1953. Une grande quantité de carbone est produite en fin de cuisson pour leur conférer leur couleur grise. Elles ont un taux d'absorption d'humidité plutôt important, entre 15 et 30 %, et peuvent se fissurer en période de gel dans les régions froides comme le san'nin et sur les côtes de la mer du Japon.
On retrouve aussi les tuiles « cuites au sel » (Shioyaki-gawara), aussi appelées « tuiles rouges », qui prennent une couleur brun rouge grâce au sel qui intervient dans la cuisson.